# حسام کمال (بازیکن)
حسام کمال (انگلیسی: Hossam Kamal؛ زادهٔ ۲۵ ژانویهٔ ۱۹۹۶) یک ورزشکار است.